# Hồng y Đoàn

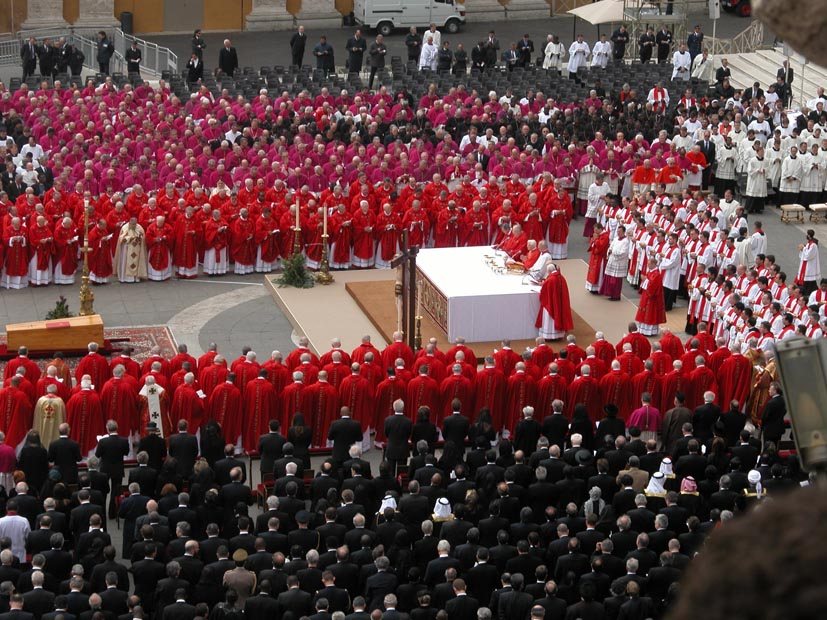
Các hồng y mặc phẩm phục đỏ trong lễ tang Giáo hoàng Gioan Phaolô II

Hồng y đoàn, chính thức là Hồng y thánh đoàn, là cơ quan của tất cả các hồng y của Giáo hội Công giáo. Tính đến ngày 22 tháng 1 năm 2025, Hồng y đoàn tổng cộng có 252 hồng y, 138 hồng y đủ điều kiện bỏ phiếu trong mật nghị hồng y. Hồng y do giáo hoàng vinh thăng và giữ chức vụ suốt đời nhưng mất quyền bỏ phiếu khi đến tuổi 80.
Kể từ khi Hồng y đoàn được thành lập vào Sơ kỳ Trung Cổ, số hồng y bị các giáo hoàng, các công đồng đại kết và thậm chí là chính Hồng y đoàn giới hạn. Từ năm 1099 đến năm 1986, tổng số hồng y là khoảng 2.900 người (không tính các hồng y thế kỷ 12 có thể không được ghi chép và hồng y đối lập do các giáo hoàng đối lập vinh thăng trong thời kỳ Ly giáo Tây phương), gần một nửa tổng số hồng y được vinh thăng sau năm 1655.

## Lịch sử
Chức vụ hồng y hiện đại hình thành trong thiên niên kỷ đầu tiên từ hàng giáo phẩm ở Roma. Lần đầu tiên thuật ngữ hồng y xuất hiện trong Liber Pontificalis là trong tiểu sử của Giáo hoàng Stêphanô III khi Công nghị Roma năm 769 quyết định rằng giáo hoàng sẽ được bầu trong số phó tế và linh mục hồng y.
Công nghị Meaux–Paris năm 845 quyết định các giám mục phải có các chức danh hồng y hoặc giáo xứ trong thị trấn của họ và các quận lân cận. Cùng lúc, các giáo hoàng bắt đầu yêu cầu các hồng y đẳng linh mục của Roma làm giáo sĩ đại diện và đại biểu ở Roma tại các buổi lễ, thượng hội đồng, công đồng, v.v., cũng như ở nước ngoài trong các phái đoàn ngoại giao. Những người được cử đi nước ngoài được trao danh hiệu hồng y giáo sĩ đại diện (Legatus a latere) và đặc sứ (Missus Specialis).
Trong nhiệm kỳ của Giáo hoàng Stêphanô V (816–17), ba đẳng hồng y của Hồng y đoàn hiện nay bắt đầu hình thành. Giáo hoàng Stêphanô V quyết định rằng tất cả các hồng y đẳng giám mục phải thay phiên nhau hát Thánh lễ tại bàn thờ chính ở Vương cung thánh đường Thánh Phêrô vào mỗi Chủ Nhật. Đẳng đầu tiên được thành lập là hồng y đẳng phó tế, hậu duệ trực tiếp về mặt thần học của bảy người đầu tiên được tuyển chọn trong Sách Công vụ Tông đồ, tiếp theo là hồng y đẳng linh mục và cuối cùng là hồng y đẳng giám mục.
Hồng y đoàn cũng đóng vai trò then chốt trong nhiều cuộc cải cách trong Giáo hội Công giáo, ngay từ thời Giáo hoàng Lêô IX (1050). Vào thế kỷ 12, Công đồng Lateranô III tuyên bố chỉ có hồng y mới có thể được bầu làm giáo hoàng nhưng yêu cầu này hiện không còn hiệu lực. Từ năm 1130, tất cả các đẳng hồng y đều được phép tham gia bầu cử giáo hoàng; trước đó, chỉ có các hồng y đẳng giám mục mới được bầu giáo hoàng.
Từ thế kỷ 13 đến thế kỷ 15, số hồng y trong Hồng y đoàn không bao giờ vượt quá 30 người, mặc dù có hơn 30 giáo xứ và khu vực phó tế có thể có một hồng y. Giáo hoàng Gioan XXII (1316–1334) chính thức giới hạn số hồng y trong Hồng y đoàn ở mức 20 người. Trong thế kỷ tiếp theo, giáo hoàng thường tăng số hồng y trong Hồng y đoàn để  gây quỹ cho việc xây dựng hoặc chiến tranh, vun đắp các liên minh với các nước châu Âu và làm giảm ảnh hưởng tinh thần, chính trị của Hồng y đoàn so với giáo hoàng.

### Số hồng y trong Hồng y đoàn
Mật nghị hồng y năm 1352 thông qua thỏa ước mật nghị, giới hạn số hồng y trong Hồng y đoàn là 20 người và cấm giáo hoàng vinh thăng hồng y mới cho đến khi số hồng y còn sống giảm xuống còn 16 người; tuy nhiên, Giáo hoàng Innôcentê VI tuyên bố vô hiệu thỏa ước mật nghị này một năm sau.
Từ cuối thế kỷ 14, Hồng y đoàn bắt đầu có hồng y từ bên ngoài Ý. Từ thế kỷ 14 đến thế kỷ 17, đã có nhiều cuộc tranh giành quyền lực trong Hồng y đoàn giữa các hồng y và các giáo hoàng. Một số giáo hoàng vinh thăng đồng minh làm hồng y, nhưng Giáo hoàng Biển Đức XII chỉ vinh thăng sáu hồng y vào một lần duy nhất vào năm 1338.
Công đồng Florence (1431–1437) và thỏa ước mật nghị của mật nghị hồng y năm 1464 giới hạn số hồng y trong Hồng y đoàn là 24 người. Các thỏa ước mật nghị của các mật nghị hồng y năm 1484 (Giáo hoàng Innôcentê VIII) và năm 1513 (Giáo hoàng Lêô X) đều có cùng giới hạn số hồng y. Thỏa ước mật nghị của mật nghị hồng y năm 1492 cũng hạn chế việc vinh thăng hồng y mới.
Công đồng Lateranô V (1512–1517) quy định chi tiết về đời sống của hồng y nhưng không xem xét đến số hồng y trong Hồng y đoàn.
Năm 1517, Giáo hoàng Lêô X vinh thăng 31 hồng y, nâng tổng số hồng y lên 65 người để đảm bảo đa số ủng hộ trong Hồng y đoàn. Giáo hoàng Phaolô IV nâng tổng số hồng y lên 70 người. Giáo hoàng Piô IV nâng giới hạn lên 76 hồng y. Công đồng Trentô (1545–1563) không giới hạn số hồng y trong Hồng y đoàn mặc dù Ferdinand I của Thánh chế La Mã vận động giới hạn số hồng y là 26 người, phàn nàn về số lượng, chất lượng của Hồng y đoàn với các đại diện của mình tại công đồng và một số người tham dự người Pháp ủng hộ giới hạn là 24 hồng y. Ngày 3 tháng 12 năm 1586, Giáo hoàng Xíttô V ấn định số hồng y tối đa là 70 người, gồm 14 hồng y đẳng phó tế, 50 hồng y đẳng linh mục và sáu hồng y đẳng giám mục.
Vào thế kỷ 19 và 20, thành phần Hồng y đoàn phát triển mạnh mẽ về số lượng và sự đa dạng vùng miền trên thế giới.
Những giáo hoàng tiếp theo tuân thủ giới hạn này cho đến khi Giáo hoàng Gioan XXIII tăng số hồng y lên 88 người vào tháng 1 năm 1961. Giáo hoàng Phaolô VI tiếp tục vinh thăng hồng y, cao nhất là 134 hồng y tại công nghị thứ ba của ông vào tháng 4 năm 1969.

### Số hồng y cử tri tối đa
Từ năm 1971, chỉ những hồng y dưới 80 tuổi mới đủ điều kiện bỏ phiếu trong mật nghị hồng y theo quyết định của Giáo hoàng Phaolô VI. Năm 1975, Giáo hoàng Phaolô VI giới hạn số hồng y cử tri tối đa là 120 người. Công nghị năm 1976 của Giáo hoàng Phaolô VI vinh thăng đủ 120 hồng y cử tri.
Tất cả những giáo hoàng kế vị Phaolô VI đều đã vượt quá 120 hồng y cử tri (trừ Giáo hoàng Gioan Phaolô I, người không triệu tập công nghị trong suốt nhiệm kỳ của mình). Giáo hoàng Gioan Phaolô II tái cam kết không vượt quá 120 hồng y cử tri vào năm 1996, nhưng đã vinh thăng quá 120 hồng y cử tri trong bốn trong chín công nghị, cao nhất là 135 hồng y cử tri vào tháng 2 năm 2001 và một lần nữa vào tháng 10 năm 2003. Giáo hoàng Biển Đức XVI vượt quá 120 hồng y cử tri trong ba trong năm công nghị, cao nhất là 125 hồng y cử tri vào năm 2012. Giáo hoàng Phanxicô vượt quá tối đa trong tất cả mười công nghị, cao nhất là 140 hồng y cử tri vào tháng 12 năm 2024.

### Chức thánh
Bộ Giáo luật năm 1917 quy định chỉ linh mục hoặc giám mục mới được nhận tước hồng y, khép lại giai đoạn lịch sử mà hồng y có thể là giáo sĩ chỉ mới được cạo đầu, giữ chức thánh nhỏ hoặc giữ chức thánh lớn là phó tế và phó trợ tế mà không được thụ phong linh mục. Năm 1961, Giáo hoàng Gioan XXIII trao cho giáo hoàng quyền thuyên chuyển hồng y trong Hồng y đoàn đến một trong những giáo phận ngoại ô Roma và vinh thăng hồng y đẳng giám mục; trước đó, chỉ có hồng y đẳng linh mục cao cấp và hồng y đẳng phó tế cao cấp mới có quyền yêu cầu thuyên chuyển trong trường hợp trống tòa. Năm 1962, Giáo hoàng Gioan XXIII quy định hồng y phải là giám mục mặc dù chính ông đã vinh thăng 12 hồng y không phải giám mục của Hồng y đoàn. Tháng 2 năm 1965, Giáo hoàng Phaolô VI quy định một thượng phụ Công giáo Đông phương được vinh thăng hồng y không còn phải được thuyên chuyển đến một nhà thờ hiệu tòa ở Roma nữa mà sẽ tiếp tục quản trị giáo phận của mình và được nhận tước hồng y đẳng giám mục mà trước đây dành riêng cho sáu hồng y quản trị các giáo phận ngoại ô Roma. Ông cũng quy định niên trưởng và phó niên trưởng Hồng y đoàn do giám mục giáo phận ngoại ô Roma bầu trong số giám mục giáo phận ngoại ô Roma. Tháng 6 năm 2018, Giáo hoàng Phanxicô cho phép một hồng y do giáo hoàng lựa chọn được nhận tước hồng y đẳng giám mục và trao cho những hồng y này những đặc quyền giống như hồng y quản trị các giáo phận ngoại ô Roma.

### Những thay đổi khác
Tháng 12 năm 2019, Giáo hoàng Phanxicô sửa đổi các quy định về niên trưởng, quy định nhiệm kỳ của niên trưởng là năm năm và có thể được giáo hoàng gia hạn.
Rất hiếm khi một hồng y từ chức hoặc bị cách chức. Từ năm 1791 đến năm 2018, chỉ có một hồng y bị loại khỏi Hồng y đoàn – Étienne Charles de Loménie de Brienne năm 1791 – và năm hồng y từ chức: Tommaso Antici năm 1798, Marino Carafa di Belevedere năm 1807, Carlo Odescalchi năm 1838, Louis Billot năm 1927 và Theodore Edgar McCarrick năm 2018.

### Dữ liệu lịch sử
| Tháng 6 năm 2024  | 20,3  |
| 2013              | 22,60 |
| ----------------- | ----- |
| 2005              | 17.09 |
| Tháng 10 năm 1978 | 22,50 |
| Tháng 8 năm 1978  | 22,80 |
| 1963              | 35,36 |
| 1958              | 35,80 |
| 1939              | 54,80 |
| 1922              | 51,60 |
| 1914              | 50,76 |
| 1903              | 56,25 |

## Chức danh
Niên trưởng và phó niên trưởng Hồng y đoàn là chủ tịch và phó chủ tịch của Hồng y đoàn. Niên trưởng và phó niên trưởng do các hồng y đẳng giám mục bầu trong số hồng y đẳng giám mục (hồng y đẳng cao nhất, bao gồm những hồng y quản trị các giáo phận ngoại ô Roma), nhưng kết quả bầu cử phải được giáo hoàng xác nhận. Niên trưởng và phó niên trưởng chủ trì, phân công các nhiệm vụ hành chính với tư cách là primus inter pares.
Hồng y Quốc vụ khanh, nhiếp chính Giáo hội Roma, tổng đại biện Giáo phận Roma, thượng phụ Venezia và thượng phụ Lisboa thường là hồng y. Luật Cơ bản Thành quốc Vatican quy định ủy viên Ủy ban Giáo hoàng về Thành quốc Vatican phải là hồng y.

## Chức năng
Hồng y đoàn có nhiệm vụ tư vấn cho giáo hoàng về các vấn đề của Giáo hội Công giáo khi giáo hoàng triệu tập công nghị. Ngoài ra, Hồng y đoàn còn tham gia vào những công việc, nghi thức khác, ví dụ như quy trình tuyên thánh. Hồng y đoàn cũng được triệu tập mật nghị hồng y khi một giáo hoàng qua đời hoặc từ chức để bầu giáo hoàng mới. Từ năm 1970, chỉ những hồng y dưới 80 tuổi mới đủ điều kiện bỏ phiếu bầu giáo hoàng theo quy định của Giáo hoàng Phaolô VI. Trong trường hợp trống tòa, Hồng y đoàn nhiếp chính quản lý Tòa Thánh theo quy định của tông hiến Universi Dominici gregis và Luật Cơ bản Thành quốc Vatican.
Trong lịch sử, hồng y là giáo sĩ của các giáo xứ ở Roma dưới quyền giáo hoàng. Hồng y đoàn trở nên đặc biệt quan trọng sau khi Heinrich IV lên ngôi quốc vương Đức, Hoàng đế La Mã Thần thánh khi mới sáu tuổi sau khi Heinrich III đột ngột qua đời vào năm 1056. Cho đến lúc đó, Tòa Thánh chịu sự kiểm soát của các gia đình quý tộc ở Roma và các chính quyền thế tục có ảnh hưởng đáng kể đến việc bầu giáo hoàng, đặc biệt là Hoàng đế La Mã Thần thánh. Nhân lúc Heinrich IV không có nhiều quyền lực, Giáo hoàng Grêgôriô VII tiến hành Cải cách Gregorius, giành quyền bầu giáo hoàng cho các giáo sĩ ở Roma vào năm 1059, một phần của Tranh cãi việc bổ nhiệm giáo sĩ, khi Giáo hội Công giáo và Hoàng đế La Mã Thần thánh tranh giành quyền tấn phong giám mục nhằm tăng ảnh hưởng đối với các giáo phận của họ. Việc giành quyền bầu giáo hoàng cho các hồng y thể hiện sự gia tăng quyền lực đáng kể của Giáo hội Công giáo vào Sơ kỳ Trung Cổ. Từ đầu thế kỷ 12, Hồng y đoàn bắt đầu họp như một tập thể thống nhất, các giám mục hồng y, linh mục hồng y và phó tế hồng y không còn hoạt động riêng biệt nữa.

### Bầu giáo hoàng
Năm 1970, Giáo hoàng Phaolô VI ban hành tự sắc Ingravescentem aetatem, quy định hồng y nào đạt đến độ tuổi 80 trước khi mật nghị hồng y khai mạc thì không có quyền bỏ phiếu bầu giáo hoàng. Ngày 22 tháng 2 năm 1996, Giáo hoàng Gioan Phaolô II ban hành tông hiến Universi Dominici gregis, quy định lại rằng hồng y nào đạt đến độ tuổi 80 trước khi trống tòa thì không có quyền bỏ phiếu bầu giáo hoàng.
Bộ Giáo luật năm 1917 quy định giám mục phải có đức tin, uy tín tốt, đủ 35 tuổi trở lên, có tối thiểu bằng cử nhân chuyên ngành Kinh Thánh, thần học hoặc giáo luật và đã được thụ phong linh mục ít nhất năm năm. Tuy nhiên, Hồng y đoàn luôn bầu giáo hoàng trong số hồng y kể từ sau khi Giáo hoàng Urbanô VI qua đời vào năm 1389, giáo hoàng cuối cùng không phải hồng y. Nội quy mật nghị hồng y quy định trình tự bầu một người cư trú bên ngoài Thành Vatican hoặc chưa phải là giám mục làm giáo hoàng.
Trong số 117 hồng y dưới 80 tuổi vào thời điểm Giáo hoàng Giáo hoàng Biển Đức XVI từ chức, 115 hồng y tham gia mật nghị hồng y 2013 bầu Giáo hoàng Phanxicô. Hai hồng y không tham gia là Giuliô Riyadi Darmaatmadja (vì lý do sức khỏe) và Keith O'Brien (sau khi bị cáo buộc có hành vi ngược đãi tình dục).

### Trích dẫn
1. ↑  1983 CIC, Bk. II, Pt. II, Sec. I, Chap. III The Cardinals of the Holy Roman Church Lưu trữ ngày 3 tháng 12 năm 2010 tại Wayback Machine
2. ↑  van Lierde, Peter C. (1964). What Is a Cardinal?. New York: Hawthorne Books Inc. tr. 14.
3. 1 2 3 4  Noonan, James-Charles (2012). The Church Visible: The Ceremonial Life and Protocol of the Roman Catholic Church, Revised Edition. New York: Sterling Ethos. tr. 8–9. ISBN 978-1-40278730-0.
4. ↑  Pham, 2004, p. 65.
5. ↑  Schimmelpfennig, Bernhard (1976). "Zisterzienserideal und Kirchenreform. Benedikt XII. (1334–1342) als Reformpapst". Zisterzienser-Studien (bằng tiếng Đức). 3: 37.
6. ↑  "Il sacro collegio a portata di clic". lanuovabq.it (bằng tiếng Ý). Truy cập ngày 30 tháng 1 năm 2025.
7. ↑  Cortesi, Arnoldo (ngày 17 tháng 1 năm 1961). "4 New Cardinals Elevated in Rome" (PDF). The New York Times. Truy cập ngày 12 tháng 7 năm 2018.
8. ↑  Doty, Robert C. (ngày 29 tháng 3 năm 1969). "Pope Names 33 Cardinals; Cooke Among 4 From U.S." (PDF). The New York Times. Truy cập ngày 12 tháng 7 năm 2018.
9. ↑  Pope Paul VI (ngày 21 tháng 11 năm 1970). "Ingravescentem aetatem" (bằng tiếng La-tinh). Libreria Editrice Vaticana. Truy cập ngày 12 tháng 7 năm 2018. See also: Ingravescentem aetatem.
10. 1 2  Hoffman, Paul (ngày 24 tháng 11 năm 1970). "Voting for Popes Is Barred to Cardinals Over 80". The New York Times. Truy cập ngày 12 tháng 7 năm 2018.
11. ↑  Friendly, Alfred Jr. (ngày 27 tháng 11 năm 1970). "Ottaviani Deplores Papal Action Barring Vote of Aged Cardinals". The New York Times. Truy cập ngày 12 tháng 7 năm 2018.
12. ↑  "Crítica de dos Cardenales contra el Papa Paulo VI" [Criticism of two Cardinals against Pope Paul VI] (bằng tiếng Tây Ban Nha). UP. ngày 26 tháng 11 năm 1970. Bản gốc lưu trữ ngày 10 tháng 1 năm 2017. Truy cập ngày 12 tháng 7 năm 2018.
13. ↑  Pope Paul VI (ngày 1 tháng 10 năm 1975). "Romano Pontifici Eligendo". Libreria Editrice Vaticana. Truy cập ngày 12 tháng 7 năm 2018. See also: Romano Pontifici Eligendo.
14. ↑  "Archbishop of Hanoi Among 20 New Cardinals Installed by Pope". The New York Times. ngày 25 tháng 5 năm 1976. Truy cập ngày 12 tháng 7 năm 2018.
15. ↑  Stanley, Alessandra (ngày 22 tháng 2 năm 2001). "Shaping a Legacy, Pope Installs 44 Cardinals". The New York Times. Truy cập ngày 12 tháng 7 năm 2018.
16. ↑  Bruni, Frank (ngày 22 tháng 10 năm 2003). "Pope Confirms Cardinals, As Talk Turns to Succession". The New York Times. Truy cập ngày 12 tháng 7 năm 2018.
17. ↑  Pham, John-Peter (2004). Heirs of the Fisherman: Behind the Scenes of Papal Death and Succession. Oxford University Press. tr. 66. ISBN 9780195346350. Truy cập ngày 12 tháng 7 năm 2018.; Mickens, Robert (ngày 3 tháng 4 năm 2017). "Why Francis Needs to Expand the College of Cardinals". Commonweal. Truy cập ngày 12 tháng 7 năm 2018. In fact, John Paul II derogated from Paul's legislation several times and after consistories in 2001 and 2003, for example, there were as many as 135 electors.
18. ↑  Galeazzi, Giacomo (ngày 6 tháng 1 năm 2012). "Oltre quota 120" [Beyond the 120 Quota]. La Stampa (bằng tiếng Ý). Truy cập ngày 12 tháng 7 năm 2018.; Allen, John L. Jr. (ngày 6 tháng 1 năm 2012). "Pope names 22 new cardinals, including Dolan and O'Brien". National Catholic Reporter. Truy cập ngày 12 tháng 7 năm 2018.
19. ↑  Pullella, Philip (ngày 30 tháng 9 năm 2023). "Pope Francis cements legacy, stamps Church future with new cardinals". Reuters (bằng tiếng Anh). Truy cập ngày 1 tháng 10 năm 2023.
20. ↑  Pope John XXIII (ngày 10 tháng 3 năm 1961). "Ad suburbicarias dioeceses" (bằng tiếng La-tinh). Libreria Editrice Vaticana. Truy cập ngày 15 tháng 12 năm 2017.
21. ↑  Cortesi, Arnoldo (ngày 20 tháng 3 năm 1962). "Pope Elevates 10 to Cardinal Rank" (PDF). The New York Times. Truy cập ngày 25 tháng 10 năm 2017.
22. ↑  "Catholic Cardinals Now Are All Bishops" (PDF). New York Times. ngày 20 tháng 4 năm 1962. Truy cập ngày 25 tháng 10 năm 2017. From today therefore, perhaps for the first time in the history of the Roman Catholic Church, all Cardinals are Bishops.
23. ↑  Carson, Thomas, biên tập (2002). New Catholic Encyclopedia. Quyển 3 (ấn bản thứ 2). Gale. tr. 106.
24. ↑  Goulding, Gill K. (2015). A Church of Passion and Hope: The Formation of An Ecclesial Disposition from Ignatius Loyola to Pope Francis and the New Evangelization. Bloomsbury T&T Clark. ISBN 9780567664686. Truy cập ngày 15 tháng 12 năm 2017.[cần số trang]
25. ↑  "Pope Designates 27 New Cardinals" (PDF). New York Times. ngày 26 tháng 1 năm 1965. Truy cập ngày 26 tháng 10 năm 2017.
26. ↑  "Pontiff Installs 27 New Cardinals" (PDF). The New York Times. ngày 23 tháng 2 năm 1965. Truy cập ngày 26 tháng 10 năm 2017.
27. 1 2  Jedin, Hubert, biên tập (1981). The Church in the Modern Age. Quyển X. London: Burn & Oates. tr. 168. ISBN 9780860120926. Truy cập ngày 2 tháng 11 năm 2017.
28. ↑  "Pope makes changes within College of Cardinals". Vatican News. ngày 26 tháng 6 năm 2018.
29. ↑  "Lettera Apostolica in forma di "Motu proprio" riguardante l'Ufficio del Decano del Collegio Cardinalizio" (bằng tiếng Ý). ngày 21 tháng 12 năm 2019. Truy cập ngày 21 tháng 12 năm 2019.
30. ↑  Grossman, Cathy Lynn (ngày 25 tháng 2 năm 2013). "Catholic cardinals, princes of the church, rarely quit". USA Today (bằng tiếng Anh). Truy cập ngày 1 tháng 8 năm 2018.
31. ↑  Pope John Paul II (ngày 26 tháng 11 năm 2000). "Fundamental Law of Vatican City State" (PDF). Bản gốc (PDF) lưu trữ 26 tháng 2 2008. Truy cập 11 tháng 4 2008.
32. ↑  Walsh, Michael (2011). The Cardinals: Thirteen Centuries of the Men Behind the Papal Throne. Grand Rapids, Michigan: Wm. B. Eerdmans Publishing. tr. 17. ISBN 9780802829412. Truy cập ngày 1 tháng 3 năm 2016.
33. ↑  "Code of Canon Law, Chapter II: Bishops". The Holy See. Lưu trữ bản gốc ngày 19 tháng 2 năm 2008. Truy cập ngày 29 tháng 5 năm 2016.
34. ↑  Pigott, Robert (ngày 25 tháng 2 năm 2013). "Cardinal Keith O'Brien resigns as Archbishop". BBC News. Truy cập ngày 25 tháng 2 năm 2013.